# Lago Bagillt
El lago Bagillt (pronúnciese Baguilt) es un lago de origen glacial andino ubicado en Argentina, en el territorio de la provincia del Chubut, en el departamento Futaleufú, Patagonia.
El nombre recuerda al pueblo homónimo del país de Gales, Bagillt, situado en el condado de Fflint, de donde era oriundo su descubridor, Edward Jones.

## Geografía
El lago Bagillt está situado en un entorno rodeado por todos lados por las cumbres nevadas de los Andes, cuya blancura contrasta con el verde del todavía virgen bosque andino patagónico ubicado debajo. Se extiende de oeste-suroeste a este-noreste, en la parte superior de un estrecho valle glaciar. Este valle está dominado al oeste por las montañas de cerro Cónico (de 2271 metros de altitud). Esta poderosa cumbre, ubicada a cuatro kilómetros del extremo oeste, por debajo de un glaciar que lo alimenta en parte.
La longitud del lago Bagillt es aproximadamente 2,5 km y su anchura media es de 350 metros. El lago es parte de la cuenca del río Futaleufú, que desemboca en el océano Pacífico, a través del río Yelcho en territorio chileno.
Se encuentra en una zona de alta precipitación. Es alimentado por el glaciar del cerro Cónico, así como numerosos arroyos y ríos de las montañas de los alrededores.
Su emisario es el arroyo Bagillt. Nace en su extremo oriental, y cae por la ladera de la montaña a una distancia de unos quince kilómetros que representan a 750 metros de altitud y fluye en la margen izquierda del río Futaleufú. Al final, la tasa media es de 3,96 m³/s.

## Área natural protegida
El lago se encuentra al sur del parque nacional Los Alerces. Sin embargo, un área especial protegida fue creada, cubriendo sus bancos y el bosque circundante, el Área natural protegida Lago Bagillt de 15 km². Está destinado a la conservación de las especies y la diversidad de la fauna y flora.
El acceso al lago es regulado. El bosque se conforma en su mayoría de lenga (Nothofagus pumilio) y contiene una rara población de huemules. Dada la riqueza natural de la zona y su extrema fragilidad, los visitantes deben ir acompañados de un guía experto que garantice su seguridad y la integridad del patrimonio natural.
Se llega por un camino difícil, de 18 km de longitud, desde la carretera hasta la localidad de Los Cipreses.